# Eshu
Eshu (detto anche Esu, Exú, Elegua o Elegba) è una delle divinità più rispettate nella religione yoruba e nei culti sincretici correlati, quali santeria e candomblé, in cui è talvolta identificato con Sant'Antonio o San Michele, spesso viene confuso con il demonio e considerato una personificazione del male.

## Aspetto e caratteristiche
Svolge il ruolo di intermediario fra gli dèi (gli Orisha) e l'uomo. A lui vengono attribuiti i colpi di fortuna, le intuizioni geniali, il buon successo nel commercio e nelle imprese di qualsiasi genere; per questo motivo, lo si invoca all'inizio di ogni attività, e all'inizio di ogni rituale religioso e magico e anche l'ultimo al quale si rivolgono le attenzioni e le invocazioni dei fedeli, visto il suo ruolo di messaggero e di protettore dei responsi. È il protettore dei viaggiatori e il dio delle strade (e in particolare degli incroci dove vengono lasciate offerte in suo onore), oltre ad essere il custode della casa. È associato alla fertilità e non a caso viene spesso raffigurato con organi sessuali vistosi.
In suo onore è consigliabile collocare una pietra dalla forma umanoide dietro la porta e sul pavimento.

Il suo giorno è il lunedì, ma molti fedeli lo festeggiano, in aggiunta, anche il terzo giorno di ogni mese.
Protegge anche dalla povertà e dalla morte per emorragia.

I suoi colori sono il rosso e il nero, predilige i giocattoli da bambino, le monete e gli attrezzi per la pesca. I suoi animali prediletti sono galli, polli e tartarughe.
Il suo simbolo è una collana imperlata con elementi rossi e neri che rappresentano i due poli opposti: la vita e la morte, la guerra e la pace, la sfortuna e la buona sorte.
È il primo degli Orisha guerrieri e nelle raffigurazioni precede gli altri, tra i quali vi è Ogun.
La sposa di Eshu è la sensuale Pomba-Gira (Vira, nel Candomblé), che simboleggia la seduzione la condotta lussuriosa (fino all'omosessualità e al sadomasochismo), e il cui aiuto viene invocato per risolvere problemi sentimentali o sessuali. 
Eshu ha anche elementi del trickster; in particolare, si prende spesso gioco degli uomini, talvolta li burla e li raggira o li tenta, al fine di aiutarli a maturare. Può adirarsi se qualcuno attraversa la strada incautamente nel momento sbagliato ed esattamente come il destino pare imprevedibile. Anche il suo carattere è ambivalente, da un lato si dimostra dispettoso, irascibile e violento, dall'altro invece appare spesso allegro, benevolo e protettivo.
Dimora in vari luoghi, frequentando non solo le strade ma anche i boschi e i prati.

## Eshu nella mitologia

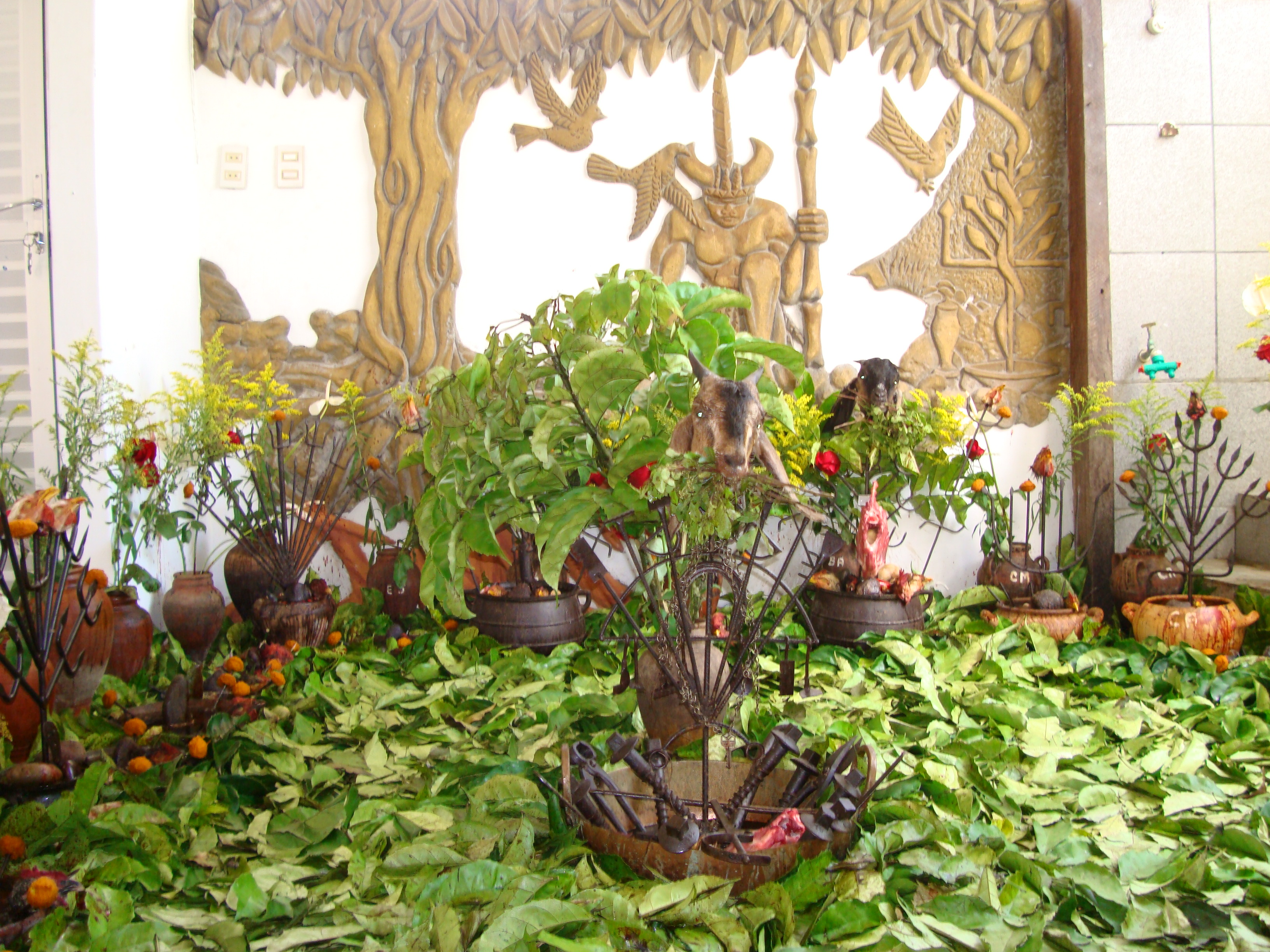
Sacrificio per Eshu. Candomblé Ile Ase Ijino Ilu Orossi

In uno dei racconti tradizionali che lo riguardano, per esempio, Eshu attraversò un villaggio indossando un cappello per metà nero e per metà rosso, gettando la discordia fra coloro che sostenevano di aver visto uno straniero con un cappello nero, e quelli che invece sostenevano che il cappello fosse rosso. In una delle versioni del racconto, Eshu in seguito svelò il mistero, ammaestrando gli abitanti del villaggio sulla relatività della percezione; in un'altra, il dio lasciò invece che la disputa degenerasse fino al massacro.
Secondo un'altra leggenda Eshu è stato il primo uomo ad essere creato; sin dalla nascita manifestò alcune doti straordinarie, quali la capacità di parlare e alcune tendenze pericolose, come quelle cannibaliche. Dopo aver divorato anche la madre, tentò di fare un sol boccone anche della divinità Orunmila, il quale per nulla disposto a farsi mangiare, impugnò una spada, affrontò l'insaziabile Eshu e lo tagliò in duecento pezzetti. Però il diabolico Eshu riusciva a ricomporsi e ad autorigenerarsi continuamente e proprio quando sembrava che le ostilità fra i due tendessero all'infinito, i contendenti trovarono un accordo, che prevedeva la restituzione di tutti i corpi umani mangiati da Eshu in cambio dell'istituzione della norma di salutare Eshu per primo durante le cerimonie.

## Eshu nelle diverse tradizioni

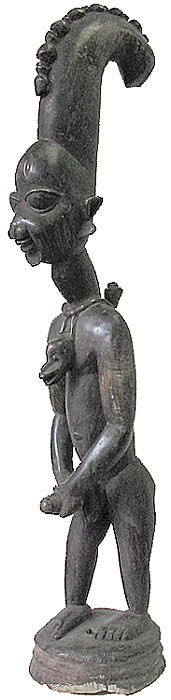
Statuetta di Eshu-Elegbara, proveniente dalla terra yoruba di Oyo

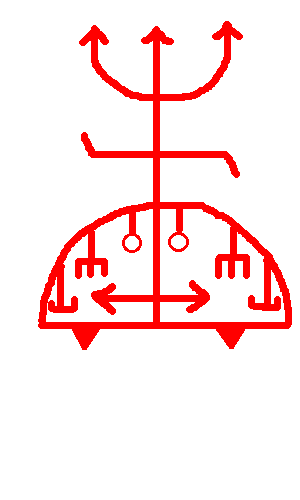
Simbolo di Eshu e Ogun di derivazione brasiliana

L'origine del culto di Eshu è probabilmente identificarsi nella mitologia yoruba, in cui Eshu (o Esu) viene descritto come un'energia fluita dalla roccia sacra Yangi che consente agli uomini di comunicare con diverse classi di dei (Irunmole, Orisa, Orunmila e altri). Questa entità ha assunto in seguito le caratteristiche di un dio personale, e il suo culto si è diffuso dall'Africa alle Americhe in seguito alla tratta degli schiavi. Divinità riconducibili a Eshu sono fra l'altro:
- Gli Exu, nella tradizione Umbanda e Quimbanda; presentano alcuni elementi riconducibili a Eshu, ma sono spiriti dei morti e non propriamente dei.[6]
- Eleggua; corrisponde a Eshu nella tradizione Lukumi.
- Papa Legba, nel vodou; è l'intermediario fra gli dei e gli uomini. Eshu presenta anche analogie con il dio vodou Simbi, intermediario fra gli uomini e Papa Legba.
- Lucero; nella religione Palo Mayombe, è il dio dell'equilibrio e guida nei percorsi.

Nel pantheon Vudù, Eshu assume la denominazione di Legba, ossia del "Dio che apre la barriera", è protettore dei recinti, detiene le chiavi dell'aldilà e viene identificato con san Pietro.
Lebga (Eshu) è una divinità importante nella religione dei Fon, dove rappresenta il guardiano dei crocicchi e del tempio.